# Galianthe cyperoides
Galianthe cyperoides är en måreväxtart som först beskrevs av Robert Hippolyte Chodat, och fick sitt nu gällande namn av Elsa Leonor Cabral. Galianthe cyperoides ingår i släktet Galianthe och familjen måreväxter.
Artens utbredningsområde är Paraguay. Inga underarter finns listade i Catalogue of Life.